# Semiothisa interlineata
Semiothisa interlineata là một loài bướm đêm trong họ Geometridae.